# Angus Wilson
Sir Angus Frank Johnstone Wilson, KBE (11 de agosto de 1913 – 31 de maio de 1991) foi um romancista e contista inglês. Ele foi premiado com o James Tait Black Memorial Prize em 1958 por The Middle Age of Mrs Eliot e mais tarde recebeu o título de Cavaleiro por seus serviços à literatura.

## Biografia
Wilson nasceu em Bexhill, Sussex, Inglaterra, filho de um inglês e de uma sul-africana. Ele foi educado na Westminster School e Merton College, Oxford, e em 1937 tornou-se um bibliotecário no departamento de livros impressos do Museu Britânico, trabalhando no novo Catálogo Geral. Durante a Segunda Guerra Mundial, trabalhou na seção naval Hut 8, na estação de decifração de códigos, Bletchley Park, traduzindo códigos navais italianos. Portador de grandes e coloridas gravatas borboleta, ele foi um dos "homossexuais famosos" em Bletchley.
As condições de trabalho eram estressantes e levaram Wilson a um colapso nervoso, do qual ele foi tratado por Rolf-Werner Kosterlitz. Ele voltou para o Museu após o fim da guerra, e foi lá que conheceu Tony Garrett (nascido em 1929), que viria a ser seu companheiro para o resto de sua vida.
A primeira publicação de Wilson foi uma coleção de contos, The Wrong Set (1949), seguido rapidamente pelo romance ousado Hemlock and After, que foi um grande sucesso, o que levou a convites para lecionar na Europa.
Ele trabalhou como revisor, e em 1955 renunciou ao Museu Britânico para escrever em tempo integral e se mudou para Suffolk.
A partir de 1957 ele deu palestras no exterior, no Japão, Suíça, Austrália e Estados Unidos. Foi nomeado Commander da Ordem do Império Britânico (CBE) em 1968, e recebeu muitas honras literárias nos anos seguintes. Foi nomeado cavaleiro (KBE) em 1980. Seus últimos anos foram afetados por problemas de saúde.
Sua escrita, que tem uma forte veia satírica, expressa sua preocupação com a preservação de uma perspectiva humanista liberal em face de modernas tentações doutrinárias. Várias de suas obras foram adaptadas para a televisão. Ele ajudou a estabelecer conjuntamente o curso de escrita criativa em nível de mestrado, em 1970, na Universidade de East Anglia, que era então uma iniciativa inovadora no Reino Unido.

## Obras

### Novelas
- Hemlock and After (1952)
- Anglo-Saxon Attitudes (1956)
- The Middle Age of Mrs Eliot (1958)
- The Old Men at the Zoo (1961)
- Late Call (1964)
- No Laughing Matter (1967)
- As If By Magic (1973)
- Setting the World on Fire (1980)

### Coleções de contos
- The Wrong Set (1949)
- Such Darling Dodos (1950)
- A Bit Off the Map (1957)
- Death Dance (contos selecionados, 1969)

### Peça
- The Mulberry Bush (1955)

### Outros
- For Whom the Cloche Tolls: a Scrapbook of the Twenties (1953)
- The Wild Garden or Speaking of Writing (1963)
- The World of Charles Dickens (1970)
- The Naughty Nineties (1976)
- The Strange Ride of Rudyard Kipling: His Life and Works (1977)
- Diversity and Depth in Fiction: Selected Critical Writings of Angus Wilson (1983)
- Reflections In A Writer's Eye: travel pieces by Angus Wilson (1986)